# Scinax rogerioi
Espèce
Scinax rogerioi est une espèce d'amphibiens de la famille des Hylidae.

## Répartition
Cette espèce est endémique du Brésil. Elle se rencontre au-dessus de 800 m d'altitude dans le Cerrado dans le Goiás et dans la serra do Espinhaço à Ouro Preto et à Ouro Branco au Minas Gerais.

## Étymologie
Cette espèce est nommée en l'honneur de Rogério Pereira Bastos.

## Publication originale
- Pugliese, Baêta & Pombal, 2009 : A new species of Scinax (Anura: Hylidae) from Rocky Montane Fields in Southeastern and Central Brazil. Zootaxa, no 2269, p. 53–64.